# Openbank
Openbank is een Spaanse onlinebank die sinds haar oprichting in 1995 tot Banco Santander behoort. De bank heeft haar eigen banklicentie en staat ingeschreven in het bankregister van de Banco de España met bankcode 0073.
Het is een bank met meerdere kanalen waar transacties zowel telefonisch als via internet kunnen worden gerealiseerd. De bank heeft een fysiek kantoor in Madrid.
Eind 2023 had de bank meer dan twee miljoen klanten.

## Geschiedenis
In 1995 creëerde Banco Santander Openbank als de eerste telefonische bank en de eerste financiële instelling zonder commissies, die meer dan 100.000 klanten wist te krijgen.
In 1996 werd de eerste officiële website van Openbank gecreëerd, waarmee het de eerste directe bank in Spanje werd waar klanten banktransacties via internet en telefonisch konden realiseren.
In 1999 creëerde Openbank de eerste onlinebroker, met onmiddellijke afwikkeling van transacties in nationale en internationale markten.
Na de aankoop van het Argentijnse portaal Patagon.com, ontwikkeld door de jonge ondernemers Wenceslao Casares en Constancio Larguía, voor 540 miljoen dollar, op 9 maart 2000, veranderde Openbank haar naam in Patagon Internet Bank S.A., een financieel portaal dat traditionele bankactiviteiten verbond aan nieuwe digitale functionaliteiten zoals chats en blogforums en de oprichting van een virtuele gemeenschap tussen haar klanten, een vooruitblik op de huidige sociale netwerken.
In 2001 opende Patagon Internet Bank S.A. commerciële kantoren in Madrid, Barcelona, Valencia, Zaragoza en Pamplona. In 2002 werd het de eerste online financiële instelling in Spanje die winst behaalde dankzij de uitbesteding van al haar technologische en operationele ondersteuning, die onderdeel gingen uitmaken van Santander Groep, waarmee contracten werden afgesloten. Bovendien werd het de eerste en enige bank met een AENOR-certificaat voor goede praktijken voor e-commerce.
In 2005 kreeg de instelling de oorspronkelijke naam Openbank terug en in 2007 migreerde het haar gehele technologische platform om zichzelf te integreren in het gemeenschappelijke platform van de Santander Groep.
In 2008 bereikte de bank 500.000 klanten en in 2010 werd de bank onderdeel van de commerciële Spaanse banken en begon het diensten aan het universitaire studentensegment aan te bieden en een actieve aanwezigheid in sociale netwerken te ontwikkelen.
In februari 2011 begon het met mobiel bankieren en werd het de eerste bank met een native applicatie voor de iPad.
In maart 2011 na de integratie in de commerciële Spaanse bankdivisie, sloot de instelling 20 van de 21 kantoren die nog open waren. Het enige kantoor dat openbleef was de vestiging in Azca, in Madrid.
In juni 2017 werd het nieuwe digitale web- en app-platform gelanceerd, waarmee de bruikbaarheid en het gebruiksgemak werden verbeterd.
In 2019 begint de internationale expansie in Duitsland, Nederland en Portugal.